# ホー・チン
ホー・チン（英語：Ho Ching、漢字：何 晶、1953年3月27日 - ）は、シンガポールの実業家。テマセク・ホールディングスの最高経営責任者（CEO）、シンガポール前首相リー・シェンロンの配偶者。広東系の中国系シンガポール人。

## 人物
サラリーマンをリタイアしたホー・エン・ホン（Ho Eng Hong）とチャン・チュー・ピン（Chan Chiew Ping）の第1子として生まれる。兄弟は4人。1976年にシンガポール国立大学工学部電気学科を首席で卒業。その後、スタンフォード大学大学院を修了。
国防省の技術者としてキャリアをスタートさせ、1985年12月17日に後にシンガポール首相となるリー・シェンロンと結婚。
1987年にシンガポール・テクノロジーズ・グループに入社、CEOを務めたあと2001年に退職。2002年5月にテマセク・ホールディングスに入社し、2004年1月から同社最高経営責任者（CEO）。
中国の清華大学経済管理学院顧問委員会に名を連ねている。